# Opération Creek
Théâtre d'Asie du Sud-Est de la Guerre du Pacifique
Batailles
- Action du 27 février 1941
- Action du 8 mai 1941
- Bataille entre le Sydney et le Kormoran
- Raids japonais de 1942
- Occupation japonaise des îles Andaman
- (Massacre de Homfreyganj)
- Bataille de l'île Christmas
- Raid sur Ceylan (Raid du dimanche de Pâques)
- Mutinerie des îles Cocos
- Bataille de Madagascar
- Ralliement de La Réunion
- Opération Creek
- Groupe Monsun
- Action du 13 novembre 1943
- Action du 11 janvier 1944
- Action du 14 février 1944
- Raid japonais de 1944
- Action du 17 juillet 1944

- 1940
- 1941
- 1942
- 1943
- 1944
- 1945

L'opération Creek (également connue sous le nom d'opération Longshanks) était une opération militaire entreprise par le Special Operations Executive pendant la Seconde Guerre mondiale le 9 mars 1943. Elle impliquait une attaque secrète par des membres du Calcutta Light Horse (en) et du Calcutta Scottish (en) contre un navire marchand de l'Allemagne nazie, l'Ehrenfels, qui transmettait des informations aux U-boot depuis le port de Mormugao dans le territoire neutre portugais de Goa (Inde).

## Contexte
Avec le déclenchement de la Seconde Guerre mondiale en 1939, trois cargos allemands exploités par le DDG Hansa (en), Ehrenfels, Braunfels et Drachenfels, se sont réfugiés dans le port de Mormugao, à Goa, car le Portugal était neutre pendant la guerre alors que le territoire britannique de l'Inde ne l'était pas. En 1940, ils ont été rejoints par un navire italien, l'Anfora. Tous les citoyens britanniques à bord ont été autorisés à débarquer. Cependant, l'équipage a rapidement manqué de fournitures. Cela a conduit certains à abandonner les navires pour poursuivre des petits boulots à Goa pour de l'argent. Bien que les Britanniques soient conscients de la présence des navires, ils ne les perçoivent pas comme une menace puisqu'il s'agit de navires marchands.
Cependant, en 1942, la Force 136 du Special Operations Executive (SOE) à Meerut a intercepté des messages codés aux U-boats, relayant des instructions détaillées à la Kriegsmarine sur les positions des navires alliés partant du port de Bombay dans l'océan Indien. À la suite de cela, pendant l'automne 1942, quarante-six navires marchands alliés ont été attaqués. Le SOE a alors découvert qu'un espion de la Gestapo, Robert Koch (connu sous le nom de "Trompette") vivait à Panaji, la capitale de Goa, avec sa femme Grete. Agents du SOE, le lieutenant-colonel Lewis Pugh et le colonel Stewart sont allés à Goa en novembre 1942 et ont enlevé Robert et Grete Koch le 19 décembre. Le couple a été emmené à Castle Rock, Karnataka, pour être interrogé dans le cadre de l'opération Hotspur. Les Koch disparaissent des archives peu de temps après, avec des rapports contradictoires sur ce qui leur est arrivé finalement. Le SEO soupçonnait donc le cargo Ehrenfels de transporter un émetteur secret qui servait à guider les U-boot contre les navires alliés, avec les instructions de Koch.
Au cours de la première semaine de mars 1943, des sous-marins allemands coulèrent douze navires américains, norvégiens, britanniques et hollandais dans l'océan Indien, pour un total d'environ 80.000 tonnes. Les Britanniques ne pouvaient pas enfreindre la neutralité du Portugal en envahissant ouvertement son territoire. Le Calcutta Light Horse était une unité une réserve militaire à 1.400 milles (2.300 km) à Calcutta et comprenait maintenant des banquiers d'âge moyen, des marchands et des avocats. Le SOE a choisi quatorze membres du Calcutta Light Horse et quatre autres du Calcutta Scottish pour effectuer l'opération secrète de capture ou de coulage du Ehrenfels, l'opération Creek.

## Action
Certains des dix-huit membres de l'équipe d'assaut se sont embarqués sur la barge à trémie Phoebe à Calcutta et ont fait le tour de l'Inde jusqu'à Goa. Les autres membres ont pris un train de Calcutta à Cochin et ont rejoint l'équipage à bord de la barge. Vers minuit du 9 au 10 mars 1943, la ville de Vasco da Gama, où se trouve le port de Mormugao, célébrait le dernier jour du carnaval. Un membre du Calcutta Light Horse a utilisé des fonds SOE pour lancer une grande fête à Vasco da Gama, à laquelle l'équipage de tous les navires du port a été invité, laissant avec succès seulement un petit équipage sur l'Ehrenfels.
En raison d'une coïncidence, le phare et la bouée lumineuse du port de Mormugao ne fonctionnaient pas cette nuit-là, permettant au Phoebe d'entrer dans le port dans l'obscurité. Les officiers britanniques ont alors attaqué l'Ehrenfel, tuant son capitaine. Le navire a été capturé avec l'émetteur, mais l'équipage de l'Ehrenfel avait ouvert les vannes de mer du navire, le coulant. Les équipages des autres navires marchands du port (Drachenfels, Braunfels et Anfora) virent l'attaque de l'Ehrenfels et sabordèrent leurs navires pour les protéger de la capture par les Britanniques. Quand le Phoebe a quitté le port de Mormugao, a été transmis le mot de code «Longshanks» au quartier général du SOE pour indiquer que tous les navires de l'Axe avaient coulé. Cinq membres d'équipage de l'Ehrenfels ont été rapportés morts (y compris le capitaine), avec quatre autres portés disparus.

## Conséquences
Après l'attaque, les 13 U-boot opérant dans l'océan Indien n'ont coulé qu'un seul navire, le panaméen Nortun, pendant le reste du mois de mars. Au mois d'avril suivant, ils n'ont attaqué que trois navires.
Les équipages à bord des quatre navires de l'Axe avaient sauté par-dessus bord et nagé jusqu'au rivage, où ils ont été capturés par les Portugais et détenus à la forteresse d'Aguada. Les nouvelles locales ont rapporté qu'ils s'étaient mutinés. Le 1er octobre 1943, le tribunal judiciaire de Mormugao déclara qu'il n'y avait pas eu d'attaque par un navire étranger et condamna les membres d'équipage uniquement pour le sabordage de leurs navires, jusqu'à la fin de la guerre. Pendant leur incarcération, ils ont vécu une bonne vie, soudoyant les autorités et errant même librement dans l'enceinte. Alors que certains se sont infiltrés dans l'Inde britannique et ont ensuite échappé à leurs pays d'origine après avoir été libérés, certains des Allemands se sont installés à Goa et ont fondé des familles là-bas, faisant face à un avenir incertain en Allemagne.
L'opération étant un secret, les membres de l'équipe d'assaut britannique n'ont reçu aucune reconnaissance officielle de leur participation à l'effort de guerre. Le Light Horse et le Calcutta Scottish ont été mis hors service en 1947 après l'indépendance de l'Inde. Ce n'est qu'en 1974 que le gouvernement britannique a déclassifié les documents de l'opération.
En 1951, les restes des quatre navires marchands ont été récupérés par le Mormugao Port Trust (en), le port sur le site de la bataille, avec l'aide de l'un des Allemands qui a choisi de rester à Goa. En 2017, le port a annoncé qu'il récupérerait les restes des navires pour la ferraille.
En 2002, des documents publiés par les Archives nationales britanniques ont révélé que trois des membres de l'équipage de l'Axe s'étaient rendus aux Britanniques et avaient rejoint les opérations du SOE en Inde, où ils ont travaillé jusqu'à ce qu'ils soient autorisés à retourner dans leur pays après la fin de la guerre. Les archives suggéraient également que l'opération Creek était destinée à capturer les navires de l'Axe, ce qu'ils ne purent pas faire uniquement parce que leurs équipages respectifs les avaient sabordés.